# Mai 1985

## Événements
- 1er mai : les États-Unis décrètent l’embargo économique contre le Nicaragua. Les Sandinistes doivent se tourner de plus en plus vers les pays de l’Est, puis prendre des mesures d’ajustement économique.

- 5 mai (Formule 1) : Grand Prix automobile de Saint-Marin.

- 11 mai : désastre de Valley Parade.

- 19 mai (Formule 1) : Grand Prix automobile de Monaco.

- 22 mai : 
  - Edgard Pisani ministre de la Nouvelle-Calédonie.
  - Enlèvement à Beyrouth de deux Français: Michel Seurat et Jean-Paul Kauffmann.

- 29 mai : drame du Heysel. Émeute mortelle au stade du Heysel à Bruxelles lors de la finale de la Coupe d'Europe de Football : 38 morts et 200 blessés.

- 30 mai : constitution démocratique au Guatemala. Les militaires cèdent le pouvoir aux civils.

## Naissances

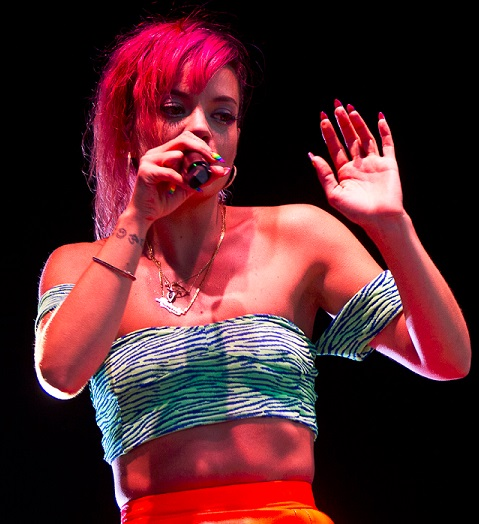
Lily Allen à Southside en 2014

- 2 mai : Lily Allen, chanteuse anglaise.
- 6 mai : Chris Paul, basketteur américain.
- 13 mai : Javier Balboa, joueur de football évoluant au Real Madrid.
- 15 mai : Cristiane, footballeuse brésilienne.
- 16 mai : 
  - Stanislav Ianevski, acteur bulgare.
  - Fabien Grammatico, joueur de rugby français.
- 17 mai : Virginie Giboire, chef cuisinière française.
- 18 mai : Olivér Sin, peintre hongrois.
- 21 mai : Kano, rappeur, parolier et producteur de musique britannique.
- 22 mai : Tranquillo Barnetta, joueur de football international jouant avec Bayer Leverkussen 04 et la Suisse.
- 23 mai : Baptiste Lecaplain, humoriste français.
- 28 mai : Ejike Ugboaja, basketteur nigérian.

## Décès
- 2 mai : Omer Huyse, coureur cycliste belge (° 22 août 1898)
- 11 mai : Chester Gould, dessinateur américain.
- 12 mai : Jean Dubuffet, artiste français.
- 16 mai : Edgard De Caluwé, coureur cycliste belge (° 1er juillet 1913)
- 18 mai : Penn Nouth, homme politique cambodgien (° 15 avril 1906)
- 19 mai : Herbert Ruff, compositeur, chef d'orchestre et pianiste polonais (° 16 septembre 1918).
- 23 mai : María Currea, féministe colombienne (° 28 mai 1890).
- 25 mai : Paul Surtel, peintre français (° 30 septembre 1893).